# Robecco Pavese
Robecco Pavese – miejscowość i gmina we Włoszech, w regionie Lombardia, w prowincji Pawia.
Według danych na rok 2004 gminę zamieszkiwało 547 osób, 91,2 os./km².